# المركز الثقافي النفطي
المركز الثقافي النفطي هو مركز ثقافي تابع إلى شركة نفط الجنوب في البصرة أنشأ في 10 يوليو 1980م، وهو مكان خاص لمنتسبي وزارة النفط وشركات القطاع النفطي لإقامة حفلاتهم وكافة المناسبات والدعوات مع توفر نشاطات رياضية من مسابح وصالات رياضية.

## الأهداف
يهدف إلى تطوير وتعميق أواصر العلاقات الاجتماعية وتنمية مواهب أعضائه وعوائلهم في ممارسة الأنشطة الثقافية والاجتماعية والرياضية من خلال تقديم الندوات والمحاضرات ومنها (دورات تدريبية تطويرية لكوادر وزارة النفط، مسابح داخلية وخارجية، ألعاب البنغو والبلياردو واللياقة البدنية والتنس) إضافة لذلك يقدم المركز قاعات للاحتفالات الصغيرة والكبيرة كحفلات الأعراس وأعياد الميلاد (مع تخفيض خاص لمنتسبي القطاع النفطي كافة). ويوفر المركز الثقافي النفطي حدائق ومطعم النادي الذي يفتح أبوابه للعامة مع إقامة الأمسيات والمسابقات المتنوعة وتقديم مختلف الأطعمة وبأسعار مدعومة.

## الموقع والتأسيس
يقع في المنطقة السكنية لشركة نفط الجنوب ويوجد فيه أحد أجمل القاعات في البصرة تم بنائه من قبل شركة الصانع الكويتية واستخدمته الشركة منذ ذلك الوقت مركز للاجتماعات الكبرى والمؤتمرات والندوات النفطية.
كذلك الحال بالنسبة لباقي الشركات والمنظمات فهو يعتبر المكان الخاص لاجتماعاتهم ونشاطاتهم الفكرية والعملية لما يمتلكه هذا المركز من حجم كبير وخدمات راقية وموقع جيد في البصرة.